# Can Clara (Castell d'Aro, Platja d'Aro i s'Agaró)
Can Clara és una obra de Castell d'Aro, Platja d'Aro i s'Agaró (Baix Empordà) inclosa a l'Inventari del Patrimoni Arquitectònic de Catalunya.

## Descripció
Conjunt format per l'originària masia i diferents cossos adossats a la part posterior i de ponent. Destaca una gran volta construïda amb pedra que antigament era un forn de pa.

## Història
La part de llevant de la masia és la corresponent als segle XI-XII, les posteriors ampliacions i reconstruccions daten de 1881.